# 杨盈川集
《杨盈川集》是中国唐朝时诗人杨炯的诗文集。
马端临《文献通考》著录《杨盈川集》20卷。目前所见最早的本子是明朝四部丛刊童氏刊本的《杨盈川集》10卷（诗文10卷，还附录一卷，包括本传、祭文、《唐会要》、《文献通考》中的相关资料）。